# Toshima
Toshima (豊島区 Toshima-ku) er et af Tokyos 23 bydistrikter. Toshima er beliggende i den nordøstlige del af Tokyo Metropolis og grænser op til bydistrikterne Nerima, Itabashi og Kita i nord; og Shinjuku og Bunkyou i syd.
Bydistriktet er etableret 15. marts 1947 og nåede sit højeste befolkningstal på 370.000 i 1965. Befolkningstallet er siden hen faldet og 1. maj 2011 var befolkningstallet på 267.787 og befolkningstætheden på 20.583,17 personer per km². I dagtimerne stiger befolkningstallet med indpendlere til omkring 430.000.
Det totale areal er 13,01 km² og der er 28 m i forskel mellem det højeste og laveste naturlige punkt. Omkring 47 % af arealet er boligområde og 20 % er handel og offentlige arealer.
Til trods for at Toshima er et bydistrikt, kalder det sig selv for city. Distriktskontorerne er lokaliseret i Ikebukuro, som også er handels og underholdningscentrum i Toshima.
Den væsentligste jernbanestation i Toshima er Ikebukuro Station i Ikebukuro, det er verdens næsttravleste efter Shinjuku Station.

## Nærområder
- Kami Ikebukuro
- Nishi Ikebukuro
- Higashi Ikebukuro
- Kanamecho
- Sugamo
- Komagome
- Otsuka
- Mukohara

## Seværdigheder
- Sunshine City: The focal point of much of the entertainment in and around Ikebukuro, Sunshine City sports some of the best shopping and dining in Toshima.
- Ancient Orient Museum
- Morikazu Kumagai Art Museum
- Zoshigaya Missionary Museum
- Toyota Amlux Showroom building
- Tokyo Metropolitan Art Space
- Myonichikan of Jiyu Gakuen Girls’ School
- Sugamo Jizodori

### Festivaler
- Fukuro Matsuri festivalen startede i 1968 og indeholder et optog med mikoshi (portable shrines) og yassa dans. Den afholdes hvert år fra 14. september - 15. september. Der er omkring 200.000 mennesker.
- Otsuka Awa Odori Dance er en større sommerevent med omkring 150.000 mennesker, der danses i grupper og med farverige kostumer foran JR Ōtsuka Station.
- Nagasaki Shishimai (lion dance) praktiserer hvert år den 2. søndag i maj lion dance ved Nagasaki Shrine.

## Virksomheder
FamilyMart har hovedsæde i Ikebukuro, Toshima. Seiyu Group har hovedsæde i Toshima. Boghandlerkæden Libro har hovedsæde i Toshima. Itochu corporation og Seven & I Holdings Co. har kontorer i Toshima. 

## Uddannelse
Der er fire universiteter i Toshima.
- Gakushuin University
- Tokyo College of Music
- Rikkyo University eller St. Paul's University
- Taisho University